# Ilno (jezioro)
Ilno – jezioro na Równinie Torzymskiej, w powiecie sulęcińskim, w gminie Torzym, leżące w granicach miasta Torzym. Przez jezioro przepływa rzeka Ilanka.

## Hydronimia
Do 1945 roku jezioro było nazywane Eilang See. Obecna nazwa została wprowadzona urzędowo 17 września 1949 roku. Państwowy rejestr nazw geograficznych jako nazwy oboczne podaje nazwy Torzym oraz Ilanka.

## Morfometria
Według danych Instytutu Meteorologii i Gospodarki Wodnej powierzchnia zwierciadła wody jeziora wynosi 12,3 ha. Średnia głębokość zbiornika wodnego to 2,4 m, a maksymalna to 4,9 m. Lustro wody znajduje się na wysokości 85,1 m n.p.m. Objętość jeziora wynosi 295,2 tys. m³. Natomiast A. Choiński podał wielkość jeziora jako 13,5 ha, a maksymalną głębokość określił na 5,6 m.
Według Mapy Podziału Hydrograficznego Polski leży na terenie zlewni czwartego poziomu Ilanka do Bobrówki (p) bez zlewni bezodpływowych jez.: Karasienko i Wilczego. Identyfikator MPHP to 17819.

## Zagospodarowanie
Administratorem wód jeziora jest Regionalny Zarząd Gospodarki Wodnej w Szczecinie. Utworzył on obwód rybacki, który obejmuje wody jezior Trawno, Trawienko, Ilno oraz Pniów (Obwód rybacki Jeziora Ilno (Torzymskie, Ilanka) na rzece Ilanka – nr 1). Gospodarkę rybacką prowadzi na jeziorze Polski Związek Wędkarski Okręg w Zielonej Górze.